# Tremsbüttel
Tremsbüttel, en baix alemany Tremsbüddel és un municipi a l'estat alemany de Slesvig-Holstein a l'amt o la mancomunitat de Bargteheide-Land, regat pels rius Groot Beek, Lüttbeek i Süderbeste.
Al 1 de juny del 2013 comptava amb 2033 inhabitants a una superfície de 10,33 quilòmetres quadrats.

## Història
El primer esment escrit Tremetesbotle data del 1302. El nom prové molt probablement del propietari del burg aquàtic del qual Joan de Tremetesbotles era el senyor. El súfix -büttel (baix alemany ''büddel), freqüent en molts toppònims significa mas i masia, el prèfix indica el nom del primer propietari. Amb el temps, el castell va perdre la seva funció defensiva i va esdevenir un castell de caça i residència d'estiu de diverses nissagues que van adquirirlo. A poc a poc la masia excepte un parc a l'entorn del castell va ser urbanitzat i el mateix castell va ser transformat en hotel.
Era un feu que pertanyia al rei Cristià I de Dinamarca. El 1474 va ser venut al duc Joan de Saxònia-Lauenburg. El 1571 va ser empenyorat per Francesc de Saxònia-Lauenburg als duc Adolf de Slesvig, i el 1649 el duc Frederic de Holstein va comprar-lo. El feu de Tremsbüttel era més gran que l'actual municipi: comprenia també els pobles de Duvenstedt, Wilstedt, Lehmsal i Mellingstedt.
Fins al 1802 va ser la seu de l'amt dels ducs de Holstein-Gottorp. El 1928 el fins aleshores municipi independent de Vorburg va fusionar amb Tremsbüttel.

## Llocs d'interés
- Castell de Tremsbüttel

L'estany comú
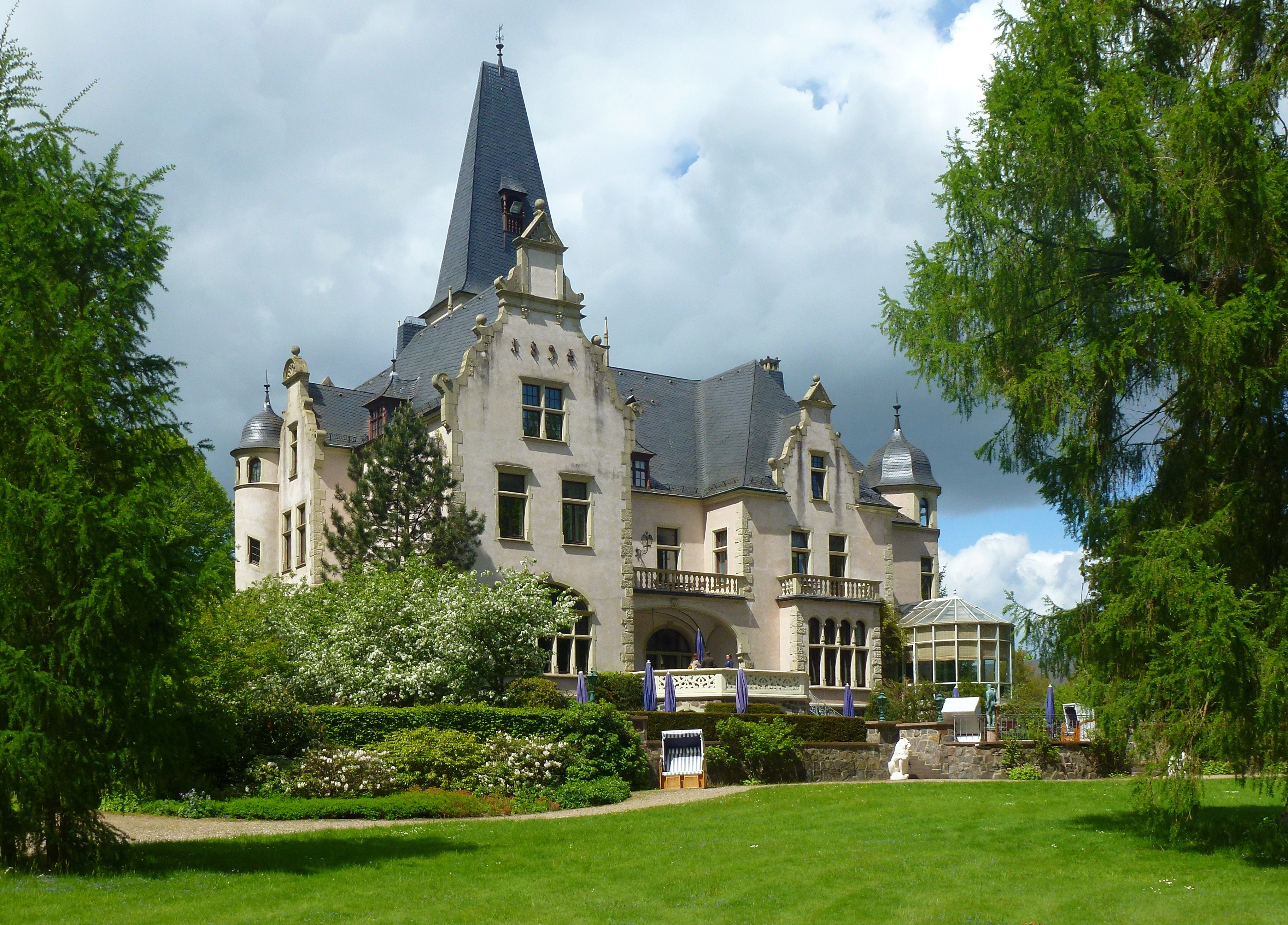
El castell
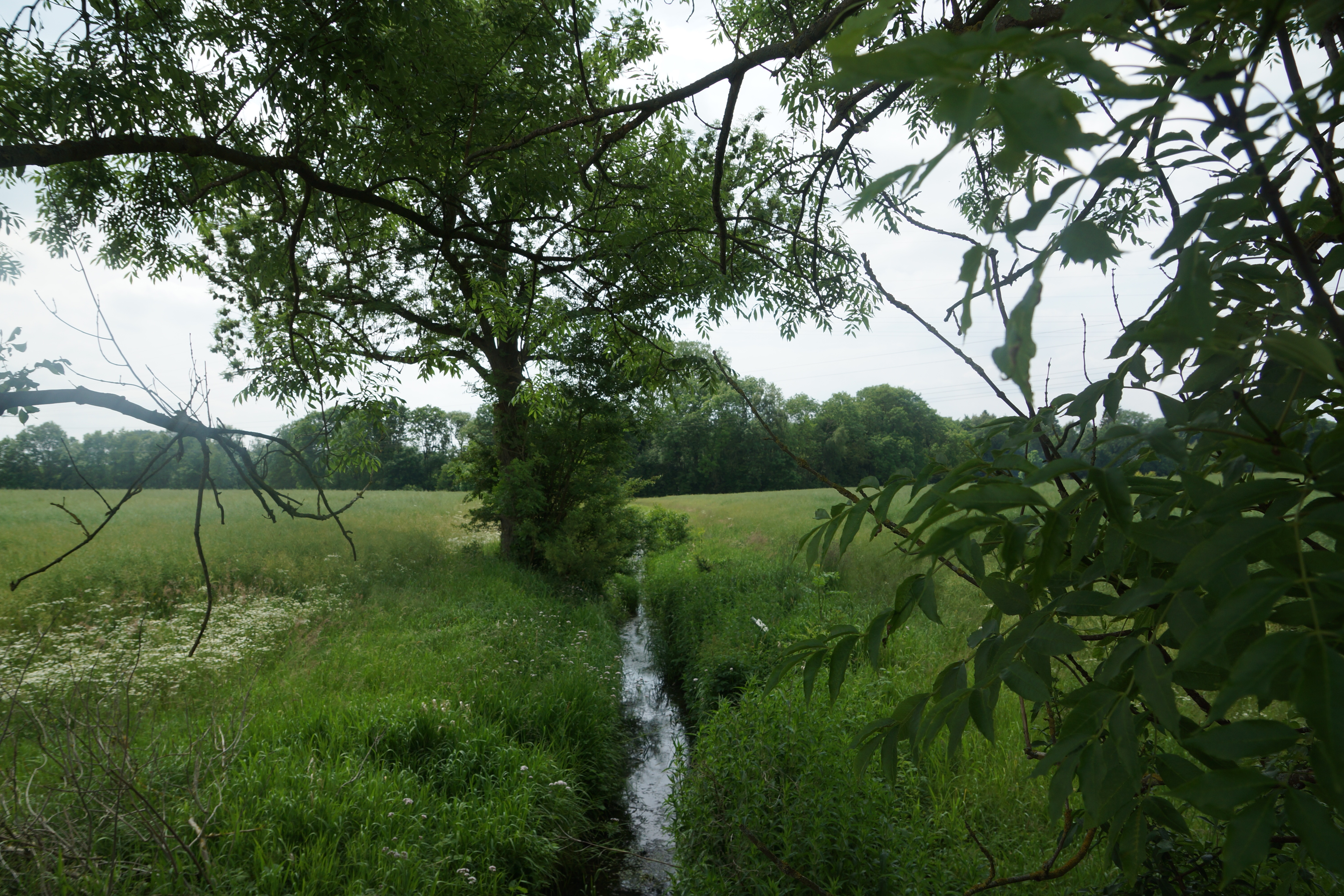
El Lüttbeek (riu petit)
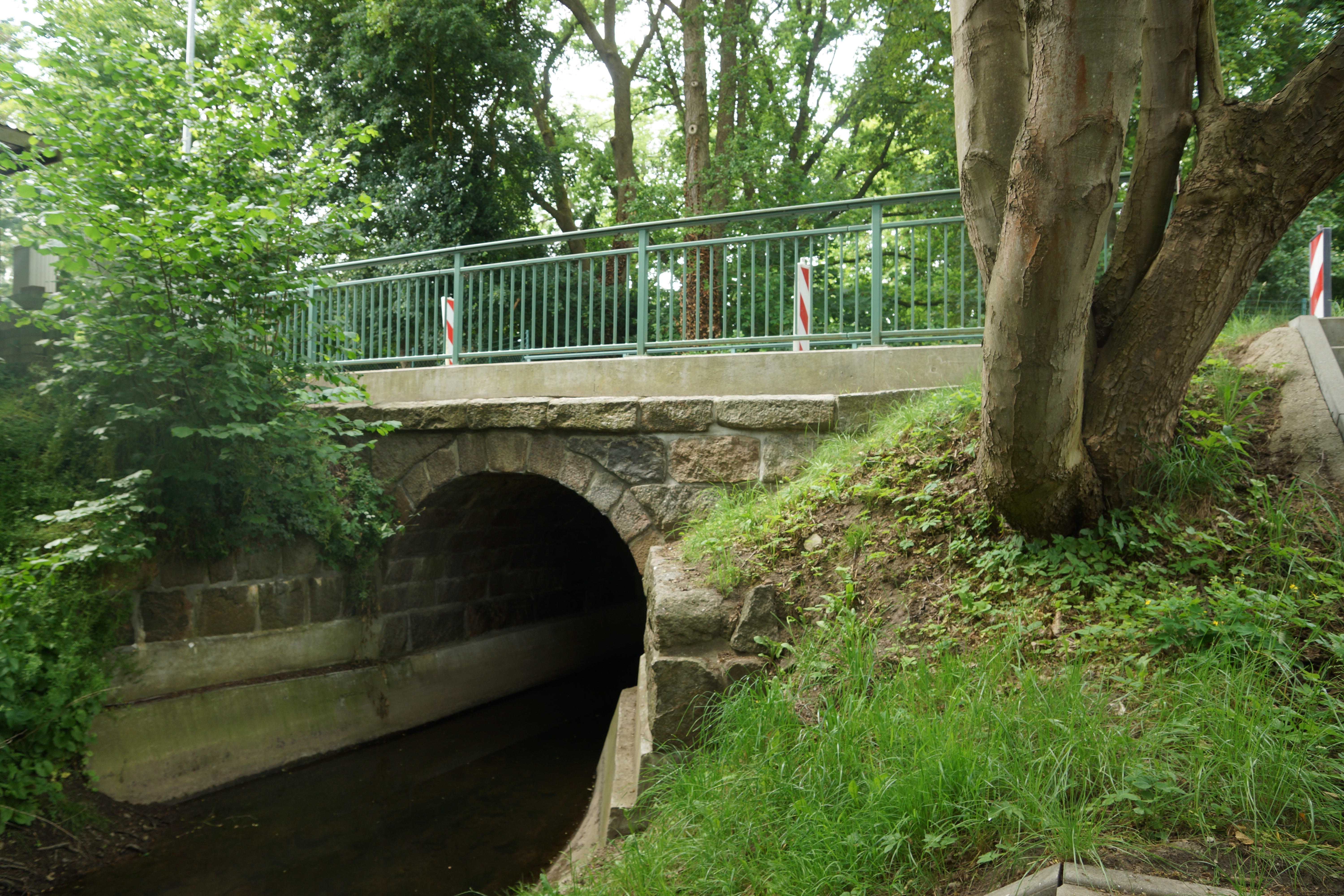
Pont al Groot Beek (riu gran)